# كيت بوك
كيت بوك هي عارضة كندية، ولدت في 30 يناير 1993 في فانكوفر في كندا.

## وصلات خارجية
- كيت بوك على موقع IMDb (الإنجليزية)
- كيت بوك على موقع دليل عارضات الأزياء (الإنجليزية)